# Niedertor
Le niedertor est un monument historique situé à Turckheim, dans le département français du Haut-Rhin.

## Localisation
Ce bâtiment est situé place Turenne et place de la République à Turckheim.

## Historique
L'édifice fait l'objet d'un classement au titre des monuments historiques depuis 1931.